# Chryseofusus chrysodomoides
Chryseofusus chrysodomoides is een slakkensoort uit de familie van de Fasciolariidae. De wetenschappelijke naam van de soort is voor het eerst geldig gepubliceerd in 1911 door Schepman.